# Borgerkrigen i Mozambique
Borgerkrigen i Mozambique startede i Mozambique i 1970'erne efter uafhængigheden i 1975. Det styrende parti Frente de Libertação de Moçambique (FRELIMO) mødte voldelig modstand fra 1977 af fra det rhodesisk og senere sydafrikansk finansierede Resistência Nacional Moçambicana (RENAMO). Over fem millioner civile måtte flygte fra deres hjem, 900.000 er antaget at have mistet livet i kampe og af sult og mange flere blev forkrøblet af landminer, en arv fra krigen, som fortsætter at plage Mozambique. Kampene blev afsluttet i 1992 og landets første frie valg blev afholdt i 1994.

## Uafhængighed
Mozambiquisk modstand kom til overfladen, da folket til slut konkluderede med at årti med udnytning, undertrykkelse og forsømmelse fra Portugals koloniale udvidelse var grunden til deres elendighed. Grundlag for Mozambiques egen nationale uafhængighed udviklede sig og den 25. juni 1962 dannede flere mozambiquiske antiportugisiske grupper FRELIMO i Dar-es-Salaam i Tanzania.
FRELIMOs første præsident var Eduardo Mondlane første mål var at samle en oprørskoalition med bred støtte, som effektivt kunne udfordre det koloniale regime. Anonyme private bidragsydere, mange af dem venner af Mondlane, finansierede eller sikrede penge for FRELIMOs helse, publisitet og uddannelsesprojekter, mens militærudstyr og træning kom fra Algeriet, Sovjetunionen og Kina.
25. september 1964 angreb FRELIMO-soldater med assistance fra lokalbefolkningen, den administrative post ved Chai i provinsen Cabo Delgado. Dette angreb markerede begyndelsen på den bevæbnede kamp mod koloniregimet. Militante FRELIMO-medlemmer klarede at hindre forfølgelse og overvågning ved at sætte i værk klassisk guerillataktikker: bagholdsangreb mod patruljer, sabotere kommunikation og jernbanelinjer og foretage hit-and-run angreb mod koloniale udposter før de raskt forsvandt i bagliggende områder. Ved krigens udbrud havde FRELIMO små forhåbninger om en militær sejr. Dets håb var i en udmattelseskrig, som kunne føre til forhandlinger fra Lissabon. Portugal kæmpede sin egen version af krigsføring. Havde det lykkedes militæret med minimale udgifter og tab, kunne krigen været forblevet uafklaret meget længere. Men udgifterne i blod og penge, ikke militært nederlag, kostede Lissabon krigen. Deres hær blev aldrig knust på slagmarken, selv om nogle af deres officerer blev konverteret til FRELIMOs revolutionære sociale mål for Portugal.
24. april 1974 blev Antonio de Oliveira Salazars autoritære regime kastet i Lissabon, et træk som blev støttet af arbejdere og bønder. De bevæbnede styrkers bevægelse i Portugal lovede at returnere til civil frihed og få slut på kampene i alle kolonier. Det raske hændelsesforløb i Portugal overraskede FRELIMO, som havde forventet en forlænget guerillakampagne. Den 7. september 1974 fik de en aftale fra bevægelsen om at få overført FREMILOs magt inden et år. Den 25. juni 1975 fik Mozambique uafhængighed fra Portugal. I uafhængighedsfejringen advarede Samora Machel, som nu var præsident, om at selv om den første fase i kampen var vundet, måtte det unge land fremdeles overvinde analfabetisme, sygdom, fattigdom og økonomisk afhængighed, som var arven efter kolonialismen.

## Borgerkrigen begynder
En ny modstandsbevægelse blev dannet i 1977 under navnet RENAMO. Denne styrke blev dannet for at modsætte sig FRELIMO-regeringen og blev først finansieret af Rhodesia. Da Zimbabwe blev uafhængig, blev Sydafrika RENAMOs vigtigste sponsor. RENAMO blev ledet af Afonso Dhlakama.
En rapport skrevet af Robert Gersony, Summary of Mozambican Refugee Accounts of Principally Conflict-Related Experience in Mozambique, for det amerikanske udenrigsdepartementet i april 1988, rapporterede at flygtninge gav øjenvidnebeskrivelser af drab udført af RENAMO, som inkluderede henrettelse ved skydning, drab med kniv/økse/bajonet, folk blev brændt levende, slået ihjel, kvælninger, sultet ihjel og tilfældige skud mod civile i landsbyer under angrebene. Mozambiquiske civile var RENAMOs primære mål i krigen, selv om de også angreb styresmagtens installationer og økonomisk infrastruktur. RENAMO var berygtet for brug af børnesoldater.
FRELIMO-administrationen ledet af præsident Machel blev økonomisk ruineret af RENAMOs oprør. Den militære og diplomatiske entente med Sovjetunionen kunne ikke lette nationens økonomiske elendighed og tørke. Resultatet var, at Machel signerede en ikke-aggressionspagt med Sydafrika, kendt som Nkomati-aftalen. Pretoria lovede at standse den økonomisk bistand til RENAMO i bytte mod at FRELIMO lovede at hindre African National Congress (ANC) fra at bruge Mozambique som tilflugt til at fremme sin kampagne for at kaste det hvide minoritetsstyre i Sydafrika. Volumen af bistand til RENAMO sank efter Nkomati-aftalen, men dokumenter opdagede da et af RENAMOs hovedkvarterer ved Gorongosa blev erobret i august 1985, viste fortsat kommunikation fra den sydafrikanske regeringen sammen med militærstøtte for RENAMO.
19. oktober 1986 døde Mozambiques første præsident, Samora Machel, da hans præsidentfly styrtede nær den sydafrikanske grænse. En international efterforskning fastslog, at flystyrtet skete på grund af fejl som blev gjort af flyets besætning. Machels efterfølger var Joaquim Chissano, som havde tjent som udenrigsminister fra 1975 til Machel døde. Chissano fortsatte Machels politik med at ekspandere Mozambiques internationale forbindelser, særligt landets forbindelser med vesten og fremmet interne reformer.
Med apartheids fald i Sydafrika i 1990 og støtten til RENAMO tørkede ind i Sydafrika og USA, blev de første direkte samtaler mellem FRELIMO-regeringen og RENAMO. FRELIMOs udkast til grundlov i juli 1989 lagde grundlaget for et flerpartisystem, og i november 1990 blev en ny grundlov indført. Mozambique var nu en flerpartistat med periodiske valg og som garanterede demokratiske rettigheder. 4. oktober 1992 blev fredsaftalen i Rom signeret i Rom af præsident Chissano og RENAMOs leder Afonso Dhlakama. Aftalen trådte formelt i kraft den 15. oktober 1992. En fredsbevarende styrke fra FN (ONUMOZ) på 7500 mand ankom Mozambique og overvåget en to års overgangsperiode til demokrati. 2400 internationale observatører ankom også til landet for at overvåge valgene, som blev holdt 27.–28. oktober 1994. Det sidste ONUMOZ-kontigent forlod landet tidligt i 1995.